# Isobactrus peregrinus
Isobactrus peregrinus is een mijtensoort uit de familie van de Halacaridae. De wetenschappelijke naam van de soort is voor het eerst geldig gepubliceerd in 1998 door Bartsch.